# Manel Esteller
Manel Esteller Badosa (San Boi de Llobregat, 1968) es un médico español. Dirigió el Instituto de Investigación contra la Leucemia Josep Carreras desde 2018 hasta junio de 2024 donde, tras dimitir de la dirección, sigue liderando el grupo de Epigenética del Cáncer. Antes, fue director del programa de Epigenética y Biología del Cáncer del Instituto de Investigación Biomédica de Bellvitge (IDIBELL). Es profesor de investigación ICREA (Institución Catalana de Investigación y Estudios Avanzados) y profesor asociado de la Universidad de Barcelona. Antes de su incorporación al IDIBELL, Esteller lideró el Laboratorio de Epigenética del Cáncer del Centro Nacional de Investigaciones Oncológicas (CNIO).

## Biografía
Nacido en San Baudilio de Llobregat el año 1968, Manel Esteller es un referente internacional en el ámbito de la epigenética. Se licenció en medicina en la Universidad de Barcelona el año 1992, donde se doctoró en 1996 con un trabajo sobre la genética molecular del carcinoma de endometrio. Del año 1997 al 2001 hizo los estudios posdoctorales en la Johns Hopkins University (Baltimore, Estados Unidos), donde estudió la relación entre la metilación del ADN y el cáncer. De hecho, su trabajo ha sido decisivo para demostrar que todos los tumores humanos tienen en común una alteración química concreta: la hipermetilación de los genes supresores de tumores. 
Esteller es autor de más de 200 artículos científicos y editor de varias publicaciones de relevancia internacional. Ha ganado numerosos premios, el último del cual ha sido el Premio de la Reunión de la cumbre Mundial de la Salud y Premio Pfizer a la Innovación en la Investigación Biomédica, que recibió el mes de octubre de 2010. Actualmente ostenta el cargo de presidente de la Epigenetics Society.
Sus aportaciones, de notable originalidad, contribuyen a revisar y complementar paradigmas científicos que se creían bien establecidos, al demostrar la importancia de factores externos en la modificación directa de genes con efectos para su regulación. Su obra científica, de gran extensión pese a su juventud, demuestra como las modificaciones epigenéticas del material hereditario pueden contribuir al desarrollo de los procesos de envejecimiento y cáncer. Además, ha supuesto la base para la aprobación reciente de algunos fármacos antitumorales y abre el camino para conocer el epigenoma humano, un proyecto internacional en el que Esteller ocupa un papel relevante.
En el 2011 se le concede el Premio Nacional de Genética otorgado por su  labor investigadora que ha puesto de manifiesto la importancia de las modificaciones epigenéticas en la regulación de la expresión génica tanto en procesos fisiológicos como patológicos. Los resultados de sus investigaciones pre-clínicas están contribuyendo al desarrollo de nuevos fármacos para su aplicación en el tratamiento del cáncer. En enero de 2012, recibe el I Premio Nacional de Investigación en Cáncer «Doctores Diz Pintado».